# Josep Obiols i Navarro
Josep Obiols i Navarro (Barcelona, 17 de maig de 1908 - Barcelona, 17 de gener de 1998) fou un futbolista català dels anys 1920 i 1930. Va ser internacional amb la selecció catalana i amb la selecció espanyola.

## Trajectòria
Començà la seva trajectòria al FC Gràcia. El setembre de 1928 ingressà al FC Barcelona, disputant la primera edició de la lliga espanyola de futbol. En aquesta competició disputà vuit partits i es proclamà campió. Un any més tard, el setembre de 1929, fou fitxat pel CE Europa on disputà dues noves edicions de la lliga. En total jugà 25 partits i marcà un gol. L'any 1931 fitxà pel CE Júpiter on romangué una temporada.
Disputà un partit amb la selecció espanyola el dia 1 de gener de 1930, enfrontant-se a Txecoslovàquia amb victòria espanyola per 1 gol a 0. També fou internacional amb la selecció de Catalunya.

## Palmarès
FC Barcelona
- Lliga espanyola: 1928-29